# ان‌جی‌سی ۴۰۹
ان‌جی‌سی ۴۰۹ (انگلیسی: NGC 409) نام یک کهکشان در صورت فلکی سنگتراش است.